# Notothenia trigramma
Notothenia trigramma is een straalvinnige vissensoort uit de familie van ijskabeljauwen (Nototheniidae). De wetenschappelijke naam van de soort is voor het eerst geldig gepubliceerd in 1913 door C. Tate Regan.